# Abubakar Tafawa Balewa
Abubakar Tafawa Balewa (Bauchi, 1912 – Lagos, 15 gennaio 1966) è stato un politico nigeriano, primo ministro della Nigeria dal 1960 al 1966.

## Biografia
Balewa nacque in una famiglia povera di fede islamica che parlava l'hausa in un villaggio del distretto di Lere, nel nord del paese. Grazie ai suoi risultati scolastici riuscì a studiare al facoltoso Katsina Higher College e a diventare in seguito un insegnante di scuola secondaria. Nel 1946 ottenne un certificato di assistente educativo presso l'University of London Institute of Education, il ché gli consentì di diventare consigliere dell'emiro Yakubu III e di lavorare come ispettore delle scuole provinciali.
Nel 1947 entrò in politica come rappresentante per lo stato di Bauchi alla Camera dell'Assemblea settentrionale, poi venne eletto nel consiglio legislativo centrale. In tale veste espose agli inesperti amministratori della Camera di Lagos il problema di modellare una Nigeria unitaria secondo le forme previste dai partiti politici del sudovest e del sudest derivanti da radici tribali minoritarie. Inoltre, poiché il nord era sprovvisto di propri partiti politici, con il ritiro delle truppe britanniche la sua popolazione avrebbe continuato la sua ininterrotta conquista del mare.
Nel 1949 Balewa venne nominato funzionario dell'istruzione. Divenne uno dei membri di spicco del Congresso Popolare del Nord (NPC) e nel 1952 venne eletto al parlamento come membro settentrionale della Camera centrale dei rappresentanti. Con la promulgazione della costituzione federale nel 1954 venne eletto tra i tre membri settentrionali del Consiglio dei Ministri e fu nominato Ministro dei trasporti della Nigeria settentrionale, nonché primo vicepresidente federale, con a capo Ahmadu Bello.
Dal 1957 al 1960 fu Primo ministro della Nigeria sotto il presidio del governatore britannico, che era ancora responsabile in termini di difesa, politica estera e servizio civico. Balewa tuttavia costituì gradualmente diversi dicasteri preposti all'uopo e formò un governo con tutti i partiti di spicco. La coalizione gettò le basi per una Nigeria indipendente, estese la rete ferroviaria e incrementò l'esportazione di petrolio.
Alle elezioni del 1959 il NPC non raggiunse la maggioranza assoluta, per cui Balewa dovette unirsi con il Consiglio Nazionale della Nigeria e del Camerun (NCNC), che tuttavia decise in seguito di unirsi al neonato stato francofono del Camerun per via dei timori nei confronti dei vicini di Igbo-Ora. D'altro canto, Obafemi Awolowo divenne leader dell'opposizione, mentre Ahmadu Bello cercava sempre più di consolidare la sua leadership all'interno delle comunità islamiche, cosa che intimorì le popolazioni del sud. Lo scisma della regione occidentale del 1962 portò alla sospensione della sua costituzione e alle accuse di tradimento, mentre i popoli non yoruba dell'ovest rivendicavano sempre più la costituzione di una propria regione.
Balewa cercò di tenere unito il paese presentandolo come una potenza africana sul piano internazionale, dove era visto come eminente statista e un'icona di integrità. In campo internazionale dispiegò le sue forze militari in Congo e nel 1966 ospitò a Lagos un incontro dei capi di governo del Commonwealth, il primo mai tenuto fuori dal Regno Unito. Tuttavia, vi era un crescente risentimento nei suoi confronti da parte dell'esercito, soprattutto per il blocco delle promozioni militari (molte cariche di prestigio erano ricoperte dai settentrionali), per la lotta alla corruzione tra i ministri e al dominio religioso e culturale del nord del paese. Questo malcontento generò un colpo di Stato militare, il primo di una lunga serie, durante il quale Balewa venne assassinato assieme al ministro delle finanze, al premier della regione occidentale e agli alti ufficiali dell'esercito del nord.